# معرض بروكسل الدولي 1935
معرض بروكسل الدولي 1935 (بالفرنسية: Exposition Universelle et Internationale de Bruxelles de 1935؛ بالهولندية: Brusselse Wereldtentoonstelling van 1935) كان معرض عالمي أُقيم في الفترة من 27 أبريل إلى 6 نوفمبر 1935 على هضبة هيزل/هايزل في بروكسل، بلجيكا.

## التاريخ
كان معرض 1935 العالمي هو المعرض العالمي العاشر الذي تستضيفه بلجيكا، والرابع في بروكسل، بعد معارض 1888 و1897 و1910. وقد تمت المصادقة عليه رسميًا من قبل المكتب الدولي للمعارض (BIE)، وشاركت خمس وعشرون دولة رسميًا، بينما تم تمثيل خمس دول أخرى بشكل غير رسمي. كان الموضوع الرئيسي هو الاستعمار، بمناسبة الذكرى الخمسين لتأسيس دولة الكونغو الحرة.
جذب المعرض حوالي عشرين مليون زائر. كان المهندس المعماري البلجيكي جوزيف فان نيك المهندس الرئيسي للمعرض ولقصر المعارض على طراز آرت ديكو (المعروف أيضًا باسم القصر الكبير)، مع أقواسه الخرسانية الداخلية البارابولية، وأربعة تماثيل برونزية بطولية على أرصفة.
من بين العديد من المساهمين الآخرين، صمم لو كوربوزييه جزءًا من المعرض الفرنسي؛ وصمم المهندس المعماري الحداثي البلجيكي فيكتور بورجوا قصر المعارض (أو القصر الكبير)، ومطعم ليوبولد الثاني، وجناح سوبركول. عرض معرض الفن البلجيكي بشكل بارز أعمال فنانين بلجيكيين معاصرين، بما في ذلك بول دلفو، ورينيه ماغريت، ولويس فان لينت، مما عزز مسيرتهم الفنية.
تم تصوير المعرض بالألوان بواسطة المصور الفوتوغرافي الهولندي برنارد إف. إيلرز، وكان ذلك جديدًا في عام 1935.
تم إعادة استخدام قصر المعارض، وثلاثة هياكل أخرى على الأقل من معرض 1935، لمعرض بروكسل العالمي لعام 1958 (إكسبو 58)، الذي أُقيم في نفس الموقع في عام 1958. حاليًا، يُعد الموقع موطنًا لمركز معارض بروكسل (بروكسل إكسبو)، وهو أهم مجمع للفعاليات في بلجيكا وأكبر مساحة عرض في دول البنلوكس.